# Sweet Sixty
Sweet Sixty är ett album av Jerry Williams, utgivet 2002

## Låtlista
1. "Jockey Full of Bourbon" (Tom Waits) - 2:30
2. "Ain't I'm a Dog" (Wayne Walker/George Cherry) - 2:40
3. "Sweet Sixteen" (Billy Idol) - 3:39
4. "Personal Jesus" (Martin Gore) - 3:29
5. "That Mellow Saxophone" (Roy Montrell/John Marascalco/Robert Blackwell) - 2:30
6. "I Won't Mind at All" (Matts Alsberg) - 2:53
7. "Love Me Now or Let Me Go" (Jan Oldæus/Matts Alsberg) - 3:31
8. "K.T.'s Army of One" (Jan Oldæus/Matts Alsberg) - 3:23
9. "I Fought the Law" (Sonny Curtis) - 2:24
10. "Let Me Be the One" (Jan Oldæus/Matts Alsberg) - 2:49
11. "Sea of Heartbreak" (Hal David/Paul Hampton) - 2:58
12. "Little Red Corvette" (Prince) - 3:01
13. "My Love Was Wasted on You" (Matts Alsberg) - 3:05